# Islote Remolino
El islote Remolino o isla Vortex es una pequeña isla, de 0,9 kilómetros de largo, que alcanza una altitud máxima de 245 metros. Forma parte de las islas Andersson (o Águila), situadas entre la costa este de la península Trinidad y la isla Vega, en aguas del canal Príncipe Gustavo, en el extremo norte de la península Antártica. Se encuentra 3,7 kilómetros al oeste-suroeste de la isla Corry.

## Historia y toponimia
Probablemente fue vista por primera vez por la Expedición Antártica Sueca entre 1901 y 1904. Fue cartografiada en agosto de 1945 por el British Antarctic Survey (BAS) y nombrada Vortex porque el equipo del BAS fue obligado a permanecer allí por una nevada tormentosa. La toponimia antártica de Argentina (en 1957 y 1970) y Chile (en 1974) la renombraron Remolino. En 1959 también figuró en Argentina como islote Virgen del Carmen.

## Reclamaciones territoriales
Argentina incluye a la isla en el departamento Antártida Argentina dentro de la provincia de Tierra del Fuego, Antártida e Islas del Atlántico Sur; para Chile forma parte de la comuna Antártica de la provincia Antártica Chilena dentro de la Región de Magallanes y de la Antártica Chilena; y para el Reino Unido integra el Territorio Antártico Británico. Las tres reclamaciones están sujetas a las disposiciones del Tratado Antártico.
Nomenclatura de los países reclamantes:
- Argentina: islote Remolino[5][6]
- Chile: isla Vortex[7]
- Reino Unido: Vortex Island[3]